# Wail al-Shehri
Wail al-Shehri (arab. ‏وائل الشهري‎, transliteracja Alshehri; ur. 31 lipca 1973 w prowincji Asir, zm. 11 września 2001 w Nowym Jorku) – saudyjski terrorysta, zamachowiec samobójca. 

## Życiorys
Jeden z pięciu porywaczy samolotu linii American Airlines (lot 11), który jako pierwszy rozbił się o jedną z wież World Trade Center (wieżę północną), w czasie zamachów z 11 września 2001 roku.
Brat Waleeda al-Shehri – jednego z pozostałych porywaczy samolotu.